# 雷梅爾·塔皮亞
雷梅爾·安東尼奧·塔皮亞·利納雷茲（英文：Raimel Antonio Tapia Linarez，1994年2月4日—），為美國職棒大聯盟的外野手，目前為自由球員。他先前曾效力於洛磯、藍鳥、紅襪、釀酒人與光芒等隊，他2016年登上大聯盟。

## 生涯

### 科羅拉多洛磯
塔皮亞在2010年加盟洛磯，2013年7月，他在新人聯盟獲選為聯盟單月最佳球員。該年他還締造連續29場比賽敲安的成績，之後還被提名為年度最佳球員。2015年，洛磯隊將塔皮亞加進40人名單內。

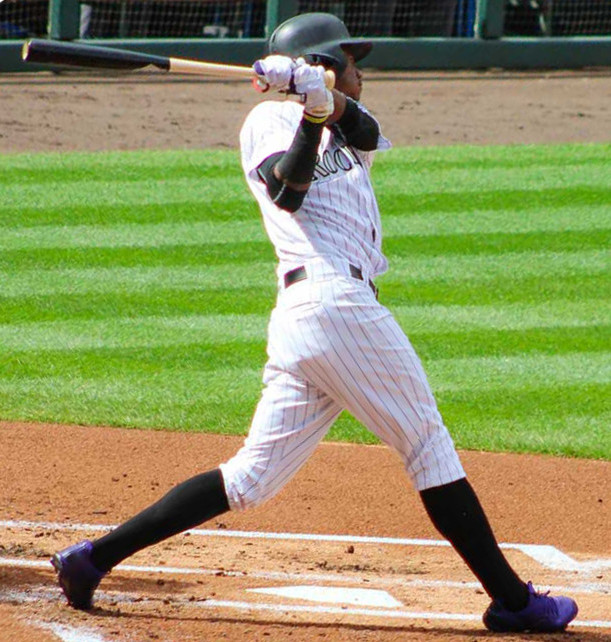
2017年的塔皮亞

2016年，塔皮亞從2A出發。這年他入選未來之星明星賽，並在8月份升上3A。2016年9月2日，塔皮亞登上大聯盟。2018年7月20日，塔皮亞在球隊落後一分的情況下敲出生涯首發滿貫砲，最終幫助球隊一分險勝響尾蛇。該年他的打擊率剛好2成，而他平均每秒的跑速為28.6英尺，為指定打擊選手中最快。
2020年，伊恩·德斯蒙德因為COVID-19疫情宣布退出賽季，塔皮亞也獲得大量出賽機會。該年他的打擊率為3成21，並打回17分打點與8次盜壘成功。2021年，塔皮亞的打擊率為2成73，他的滾飛比4.10為大聯盟選手中最高。

### 多倫多藍鳥
2022年3月24日，洛磯將塔皮亞和Adrian Pinto交易到藍鳥，換來藍道·葛瑞查克。
2022年7月22日，藍鳥對上紅襪的比賽，他在三局上半擊出了一次場內滿貫全壘打，並帶領球隊以28-5大勝，創下單場單一球隊得分最高紀錄。

## 球探報告
塔皮亞會在打擊中微調打擊姿勢，通常他都以直立的姿勢打擊，不過在遇到2好球的情況下，他的打擊姿勢會從直立變成微蹲，眼睛的高度約下降5.4英吋高。

## 外部連結
- 球員資訊和成績在MLB ，ESPN ，Retrosheet ，Baseball Reference ，Baseball Reference (Minors) ，Fangraphs ，The Baseball Cube （英文）
- Raimel Tapia的X（前Twitter）
- Raimel Tapia Linarez的Instagram帳戶